# Saskatchewan
Saskatchewan er en canadisk provins. Den ligger i Vestcanada. Vigtige byer er hovedstaden Regina og Saskatoon.
Saskatchewan har ca. 1.013.000 indbyggere og dækker 651.900 km². Saskatchewan er den sjettestørste af de 10 provinser med hensyn til befolkning. Premierministeren er den Ny Demokratiske (NDP) Lorne Calvert. Saskatchewan blev en provins i 1905. Økonomien er baseret på landbrug. 
The Arrogant Worms' sang  "The Last Saskatchewan Pirate" handler om en utilfreds landmand, som bliver pirat på floden af samme navn og nævner flere dele af provinsen som Saskatoon, Regina og Moose Jaw.